# CSK4-Motiv
Das CSK4-Motiv ist ein Strukturmotiv von Proteinen.

## Eigenschaften
Das CSK4-Motiv besteht aus der Aminosäuresequenz Cys-Ser-Lys-Lys-Lys-Lys (kurz: CSKKKK). Dreifach palmitoylierte (Pam3) CSK4-Motive werden von TLR-2 gebunden und aktivieren die angeborene Immunantwort. Die erste Palmitoylierung am CSK4 erfolgt am N-Terminus (bei Pam-CSK4), bei Pam2-CSK4 sind beide Palmitinsäuren über ein Diacylglycerid am Schwefelatom der Seitenkette des Cysteins gebunden und bei Pam3-CSK4 ist eine Palmitoylierung an allen drei vorher genannten Positionen.